# Anke Greifeneder

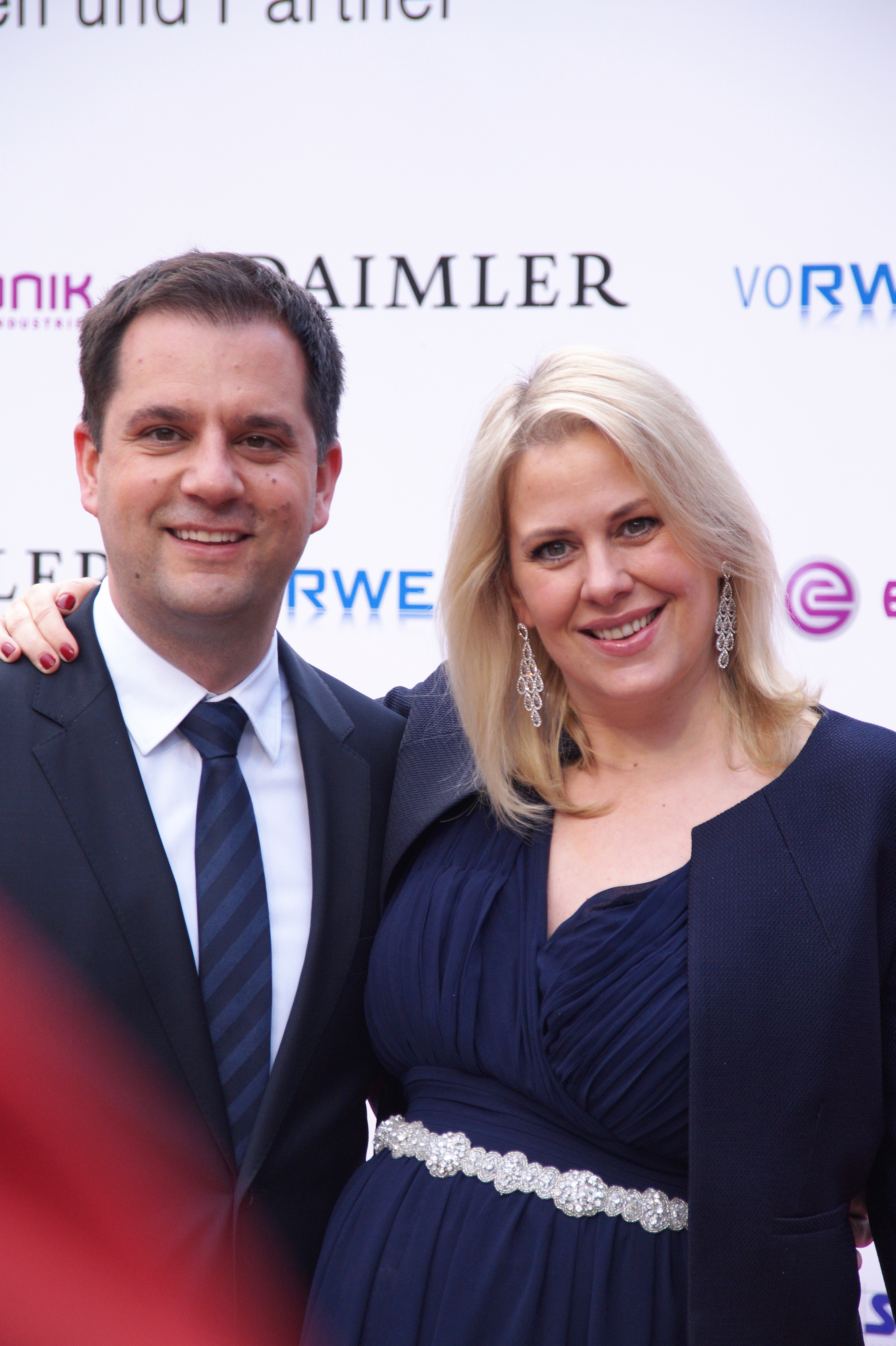
Anke Greifeneder mit Hannes Heyelmann bei der Verleihung des Grimme-Preises 2016

Anke Greifeneder (* 23. November 1972 in Villingen-Schwenningen) ist eine deutsche Buchautorin und Filmproduzentin.

## Leben
Greifeneder arbeitete bis 2007 unter anderem als Channel Manager bei der Sendergruppe Viacom für die Sender MTV, VIVA und Comedy Central. Seit Oktober 2007 war sie Programmdirektorin bei Turner Broadcasting System Deutschland GmbH und verantwortete das Programm für die Pay-TV-Sender Cartoon Network, Boomerang, TNT Film, TNT Serie, Cartoonito, Adult Swim und glitz*.
Ab 2013 konzentrierte sich Greifeneder auf die Eigenproduktionen des Unternehmens und produzierte Kindersendungen für Cartoon Network und Boomerang, Serien für TNT Serie und ab 2017 auch Serien für TNT Comedy.
Seit 2002 veröffentlichte sie sechs Romane unter Anke Greifeneder und 2 Kinder-Jugendbücher unter dem Pseudonym Lilli Wagner, bei der Verlagsgruppe Lübbe, Blanvalet Taschenbuch Verlag, im Boje Verlag und Baumhaus Verlag. Ihre Bücher sind in mehrere Sprachen übersetzt, unter anderem ins Dänische, Ungarische und Russische.
Frei nach ihrem Roman Flaschendrehen produzierte Zeitsprung Entertainment im März/April 2011 den TV-Film Flaschendrehen mit Janin Reinhardt, Josephine Schmidt, Kai Schumann, Roman Knižka und Horst Janson, der Film wurde am 6. September 2011 auf Sat.1 ausgestrahlt.
Für ihr Buch Das bisschen Sünde, das im März 2015 im Blanvalet Taschenbuch Verlag erschien, ging sie zu Recherchezwecken in ein Kloster.

## Auszeichnungen
- 2013 gemeinsam mit Quirin Berg Grimme-Preis in der Kategorie Fiktion/Spezial für die fiktionale Eigenproduktion von TNT Serie Add a Friend
- 2016 zusammen mit Arne Nolting, Jan Martin Scharf und Philipp Steffens Grimme-Preis für die Idee und Konzeption der Serie Weinberg
- 2017 erhielt sie für die Serie 4 Blocks von der Deutschen Akademie für Fernsehen zwei Auszeichnungen in den Kategorien Beste Produzenten (gemeinsam mit Max Wiedemann, Eva Stadler, Karsten Rühle, Quirin Berg und Hannes Heyelmann), sowie Beste Redaktion/Producing.
- 2018 erhielt die Serie 4 Blocks eine goldene Kamera als beste deutsche Miniserie. Anke Greifeneder wurde für die Redaktion und Produktion ausgezeichnet.
- 2018 erhielt die von Anke Greifeneder produzierte Serie 4 Blocks einen Grimme-Preis für Regie (Marvin Kren) und Darstellung (Maryam Zaree und Kida Khodr Ramadan).
- 2018 gewann 4 Blocks beim Venice TV Award die Kategoris beste TV-Serie.
- 2019 erhielt die von Anke Greifeneder mit HBO koproduzierte Serie Hackerville einen Grimme-Preis.
- 2019 wurde Anke Greifeneder stellvertretend für die Executive Producer für die Serie „Arthurs Gesetz“ für den DEUTSCHEN FERNSEHPREIS in der Kategorie „beste Comedy“ nominiert.
- 2019 gewann Hauptdarsteller Jan Josef Liefers den Bayerischen Fernsehpreis für „Arthurs Gesetz“
- Die von Greifeneder produzierte Serie „Arthurs Gesetz“ gewann 2019 in Canada beim Banff World Media Festival als beste internationale Comedy den Rockie Award.
- Greifeneder wurde vom Hollywood Reporter Magazin 2018 unter die „The Top 25 Women In Global Television“ aufgelistet.[3]
- 2020 erhielt Anke Greifeneder den Hans-Abich-Preis für herausragende Verdienste um das deutsche Fernsehen.[4]
- 2021 erhielt Anke Greifeneder den Deutschen Fernsehpreis für die von ihr produzierte Serie „Para – Wir sind King“ (beste Drama-Serie).
- 2022 erhielt die von Anke Greifeneder produzierte Serie „Mopes“ den Publikumspreis der Marler Gruppe (Grimme-Preis).
- 2022 erhielt Anke Greifeneder den deutschen Fernsehpreis für die Serie „Oh Hell“ in der Kategorie beste Comedy-Serie.

## Werke
- Klatschmohn, 2002
- Flurfunk, 2003
- Flaschendrehen, 2007
- Fremd Flirten, 2009
- Heute, morgen und für immer, 2011
- Das bisschen Sünde, 2015
- Bühne frei für Leonie -das Tanzinternat, 2016
- Bühne frei für Leonie-Ballett war gestern, 2017